# 肥东县人民政府
肥东县人民政府，是中华人民共和国安徽省合肥市肥东县的地方行政机构。肥东县人民政府办公地址位于店埠镇龙泉路8号。由安徽省人民政府和合肥市人民政府领导。

## 历史沿革
肥东县的境域自明朝洪武初年起，至1949年年初被中国共产党接管之前，一直是合肥县的一部分，没有县级行政机构。抗日战争时期，合肥县政府迁到鸽子笼（今属肥西县），国民政府于民国29年（1940年）在梁园设立肥东办事处，直属安徽省第五行政督察区管辖，抗战胜利后办事处裁撤。
中国共产党在肥东县建立的最早政府组织是1940年7月由中共肥东县委成立的合肥县抗日民主政府，此后在肥东境内设立过合肥县东南各区联合办事处、全合县抗日民主政府、定合县抗日民主政府及巢合办事处等政府机关，抗战胜利后这些机构均已撤销。
民国38年（1949年）1月21日，解放军华东野战军先遣纵队占领合肥县城。其后，解放军陆续占领周边地区。中国共产党在1月、2月间，相继成立合肥市、肥西县、寿（县）合（肥）县、三河县、肥东县等地方党政军机构。合肥县由此分为合肥市、肥东县、肥西县、三河县、寿合县。中共肥东县委、县政府和县总队即是在此期间成立。2月3日，建立肥东县人民政府。即日后，称肥东县在“1949年2月3日建县”。
中华人民共和国成立初期，肥东县人民政府属皖北人民行政公署巢湖专区行政公署领导。1952年，肥东县划入滁县专区，肥东县人民政府由此改属滁县专区行政公署领导。与其他县人民政府历经的沿革类似，先后称为人民政府、人民委员会和革命委员会，后复称人民政府并沿用至今。

## 职权
根据《中华人民共和国地方各级人民代表大会和地方各级人民政府组织法》第五十九条，县级以上的地方各级人民政府行使下列职权：
1. 执行本级人民代表大会及其常务委员会的决议，以及上级国家行政机关的决定和命令，规定行政措施，发布决定和命令；
2. 领导所属各工作部门和下级人民政府的工作；
3. 改变或者撤销所属各工作部门的不适当的命令、指示和下级人民政府的不适当的决定、命令；
4. 依照法律的规定任免、培训、考核和奖惩国家行政机关工作人员；
5. 执行国民经济和社会发展计划、预算，管理本行政区域内的经济、教育、科学、文化、卫生、体育事业、环境和资源保护、城乡建设事业和财政、民政、公安、民族事务、司法行政、监察、计划生育等行政工作；
6. 保护社会主义的全民所有的财产和劳动群众集体所有的财产，保护公民私人所有的合法财产，维护社会秩序，保障公民的人身权利、民主权利和其他权利；
7. 保护各种经济组织的合法权益；
8. 保障少数民族的权利和尊重少数民族的风俗习惯，帮助本行政区域内各少数民族聚居的地方依照宪法和法律实行区域自治，帮助各少数民族发展政治、经济和文化的建设事业；
9. 保障宪法和法律赋予妇女的男女平等、同工同酬和婚姻自由等各项权利；
10. 办理上级国家行政机关交办的其他事项。

## 组织机构
根据《肥东县机构改革方案》及有关文件，肥东县人民政府设置工作部门27个：
- 肥东县人民政府办公室
- 肥东县发展和改革委员会
- 肥东县教育体育局
- 肥东县科学技术局
- 肥东县工业和信息化局
- 肥东县公安局
- 肥东县民政局
- 肥东县司法局
- 肥东县财政局
- 肥东县人力资源和社会保障局
- 肥东县自然资源和规划局
- 肥东县住房和城乡建设局
- 肥东县交通运输局
- 肥东县农业农村局
- 肥东县水务局
- 肥东县商务局
- 肥东县文化和旅游局
- 肥东县统计局
- 肥东县民政局
- 肥东县审计局
- 肥东县卫生健康委员会
- 肥东县退役军人事务局
- 肥东县审计局
- 肥东县城市管理局
- 肥东县市场监督管理局
- 肥东县统计局
- 肥东县医疗保障局
- 肥东县信访局
- 肥东县数据资源管理局

县政府办公室挂县政府外事办公室牌子；发展和改革委员会挂粮食局、国防动员办公室、人民防空办公室牌子：财政局挂县政府国有资产监督管理委员会牌子；自然资源和规划局挂林业局牌子；农业农村局挂乡村振兴局牌子；文化和旅游局挂广播电视新闻出版局牌子；城市管理局挂城市管理行政执法局牌子；市场监督管理局挂知识产权局牌子；数据资源局挂政务服务管理局牌子。

### 直属事业单位
- 肥东县投资促进中心
- 肥东县直属机关事务管理中心
- 肥东县公共资源交易中心
- 肥东县重点工程建设管理中心
- 肥东县林业建设服务中心

### 派出机构
- 肥东经济开发区管理委员会